# Oxytropis trichophysa
Oxytropis trichophysa är en ärtväxtart som beskrevs av Aleksandr Andrejevitj Bunge. Oxytropis trichophysa ingår i släktet klovedlar, och familjen ärtväxter. Inga underarter finns listade i Catalogue of Life.